# Osvaldo Tozzi
Osvaldo Tozzi (Radicondoli, 1º settembre 1930) è un politico italiano.

## Biografia
Nativo della provincia di Siena, si laurea all'Università di Pisa, città nella quale svolge attività politica.
Membro del Partito Comunista Italiano, viene eletto consigliere provinciale alle elezioni del 1985.
Dal luglio 1986 diventa presidente della Provincia di Pisa, rimanendolo fino al termine della Legislatura, nell'estate 1990.